# Sosnowiec Bobrek
Sosnowiec Bobrek – zlikwidowana towarowa stacja kolejowa w Bobrku w Sosnowcu, w województwie śląskim, w Polsce.

## Historia
W przeszłości stacja obsługiwała połączenia kolejowe na liniach:
- P 402 – Jęzor Centralny – Szyb Otwór IV (KWK Sosnowiec),
- P 404 – Bobrek – Klimontów – Szyb Leśny (KWK Porąbka-Klimontów),
- P 415 – Bór Górny – Bobrek,
- P 434 – Bobrek – Szyb Bobrek (KWK Niwka-Modrzejów).

W końcowym okresie eksploatacji linia kolejowa łączyła stację Jęzor Centralny z zakładem ArcelorMittal Poland Oddział w Sosnowcu. W 2023 r. rozpoczęto jej rozbiórkę na zlecenie spółki Tramwaje Śląskie S.A., w związku z przebudową linii tramwajowej w ciągu ulicy Wojska Polskiego w Sosnowcu.